# Latace
Latace là một chi thực vật thân thảo sống lâu năm trong họ Amaryllidaceae. Nó là bản địa Nam Mỹ. Trước đây người ta xếp nó trong tông Gilliesieae thuộc phân họ Allioideae. Khi đó nó được coi là một phần của nhóm gồm 4 chi trong Gilliesieae được nói tới như là Ipheieae nom. nud.. Năm 2014 người ta đề xuất việc tạo ra một tông mới là Leucocoryneae với 6 chi, bao gồm cả Zoellnerallium, bằng cách chia Gilliesieae thành 2 tông tách biệt có quan hệ họ hàng gần với nhau.
Chi này được Rudolph Amandus Philippi mô tả lần đầu tiên năm 1889, với loài duy nhất là Latace volkmanni có trong khu vực dãy núi Andes ở miền trung Chile. Sau này nó chỉ được coi như là đồng nghĩa của Leucocoryne hoặc Nothoscordum. Ngược lại, chi Zoellnerallium được Crosa mô tả năm 1975 để chuyển loài dị thường Nothoscordum andinum sang thành Zoellnerallium andinum, và sau đó bổ sung thêm loài tương tự là Nothoscordum serenense.  Ravenna (2000) nhận thấy Zoellnerallium andinum và Latace volkmanni chỉ là một loài.
Năm 2015, Sassone phục hồi chi Latace và hạ Zoellnerallium thành đồng nghĩa của nó theo quy tắc về độ ưu tiên của ICN cho các tên gọi này.

## Các loài
- Latace andina (Poepp.) Sassone, 2015 (đồng nghĩa: Zoellnerallium andinum (Poepp.) Crosa, 1975, Latace volkmanni): Chile (Vùng Santiago Metropolitana, Coquimbo, Valparaíso, O'Higgins, Maule và Los Lagos) và Argentina (Jujuy, Mendoza, Neuquén, San Juan). Sinh sống trong vùng đất khô cằn miền núi, ở độ cao 1.500-3.500 m trên mực nước biển.
- Latace serenense (Ravenna) Sassone, 2015 (đồng nghĩa: Zoellnerallium serenense (Ravenna) Crosa, 2004): Chile (Vùng Atacama, Coquimbo). Sinh sống trong vùng đồi cát.

## Phát sinh chủng loài
Cây phát sinh chủng loài vẽ theo Sassone et al. (2014)

|  | Ipheion   |
|  |           |
|  | Tristagma |
|  |           |

|  | \| \| Zoellnerallium = Latace \| \| \| \| \| \| Nothoscordum \| \| \| \| |
|  |                                                                          |
|  | Beauverdia                                                               |
|  |                                                                          |
|  | Zoellnerallium = Latace                                                  |
|  |                                                                          |
|  | Nothoscordum                                                             |
|  |                                                                          |

|  | Zoellnerallium = Latace |
|  |                         |
|  | Nothoscordum            |
|  |                         |

|  | Ipheion   |
|  |           |
|  | Tristagma |
|  |           |

|  | \| \| Zoellnerallium = Latace \| \| \| \| \| \| Nothoscordum \| \| \| \| |
|  |                                                                          |
|  | Beauverdia                                                               |
|  |                                                                          |
|  | Zoellnerallium = Latace                                                  |
|  |                                                                          |
|  | Nothoscordum                                                             |
|  |                                                                          |

|  | Zoellnerallium = Latace |
|  |                         |
|  | Nothoscordum            |
|  |                         |

|  | Ipheion   |
|  |           |
|  | Tristagma |
|  |           |

|  | \| \| Zoellnerallium = Latace \| \| \| \| \| \| Nothoscordum \| \| \| \| |
|  |                                                                          |
|  | Beauverdia                                                               |
|  |                                                                          |
|  | Zoellnerallium = Latace                                                  |
|  |                                                                          |
|  | Nothoscordum                                                             |
|  |                                                                          |

|  | Zoellnerallium = Latace |
|  |                         |
|  | Nothoscordum            |
|  |                         |

|  | Ipheion   |
|  |           |
|  | Tristagma |
|  |           |

|  | \| \| Zoellnerallium = Latace \| \| \| \| \| \| Nothoscordum \| \| \| \| |
|  |                                                                          |
|  | Beauverdia                                                               |
|  |                                                                          |
|  | Zoellnerallium = Latace                                                  |
|  |                                                                          |
|  | Nothoscordum                                                             |
|  |                                                                          |

|  | Zoellnerallium = Latace |
|  |                         |
|  | Nothoscordum            |
|  |                         |

Cây phát sinh chủng loài vẽ theo Souza et al. (2016).

|  | Ipheion   |
|  |           |
|  | Tristagma |
|  |           |

|  | Leucocoryne             |
|  |                         |
|  | Zoellnerallium = Latace |
|  |                         |

|  | Ipheion   |
|  |           |
|  | Tristagma |
|  |           |

|  | Leucocoryne             |
|  |                         |
|  | Zoellnerallium = Latace |
|  |                         |

|  | Ipheion   |
|  |           |
|  | Tristagma |
|  |           |

|  | Leucocoryne             |
|  |                         |
|  | Zoellnerallium = Latace |
|  |                         |

|  | Ipheion   |
|  |           |
|  | Tristagma |
|  |           |

|  | Leucocoryne             |
|  |                         |
|  | Zoellnerallium = Latace |
|  |                         |

## Thư viện ảnh
- Tư liệu liên quan tới Latace tại Wikimedia Commons
- Dữ liệu liên quan tới Latace tại Wikispecies